# Degré secondaire II
Le degré secondaire II est le nom donné, en Suisse, à la deuxième partie des études qui suit la scolarité obligatoire. Il se situe entre la fin du degré secondaire I et l'obtention d'un premier diplôme. Il offre différentes possibilités de formation.

## Structure
Le degré secondaire II se divise en deux axes principaux : 
- la formation professionnelle initiale : qui peut mener à l'obtention d'un CFC— certificat fédéral de capacité — ou d'une AFP — attestation fédérale de formation professionnelle, ou d'une maturité professionnelle ;
- les formations générales, qui se scindent en deux groupes : 
  1. la formation qui conduit à la maturité gymnasiale ;
  2. l'école de culture générale.

Après le degré secondaire I, le système est complété par des formations transitoires et complémentaires.
Avec la formation professionnelle initiale, les jeunes apprennent un métier. Le plus souvent ce système mélange pratique dans une entreprise et enseignement scolaire complémentaire. Certaines formations sont cependant en enseignement à plein temps à l'école. En revanche, les formations générales ne donnent pas directement accès à un métier mais préparent aux voies de la formation tertiaire.

## Histoire
Depuis les années 1970, « l'attrait pour les formations générales du secondaire II va croissant » avant de baisser dans les années 2020. En 2024, 32% des jeunes suivent une formation générale du secondaire II.

## En Romandie et au Tessin
| Canton    | Secondaire II | Nom                                 | Âge                                   |
| --------- | ------------- | ----------------------------------- | ------------------------------------- |
| Berne     | 3 degrés      | Gymnase                             | 15-16 ; 16-17 ; 17-18                 |
| Berne     | 4 degrés      | École supérieure de commerce        | 15-16 ; 16-17 ; 17-18 ; 18-19         |
| Berne     | 3 degrés      | École de maturité professionnelle   | 15-16 ; 16-17 ; 17-18                 |
| Berne     | 3 degrés      | École de maturité spécialisée       | 15-16 ; 16-17 ; 17-18                 |
| Fribourg  | 4 degrés      | Collège / Gymnase                   | 15-16 ; 16-17 ; 17-18 ; 18-19         |
| Fribourg  | 3 degrés      | École supérieure de commerce        | 15-16 ; 16-17 ; 17-18                 |
| Fribourg  | 3 degrés      | École de culture générale           | 15-16 ; 16-17 ; 17-18                 |
| Genève    | 4 degrés      | Collège                             | 15-16 ; 16-17 ; 17-18 ; 18-19         |
| Genève    | 4 degrés      | École supérieure de commerce        | 15-16 ; 16-17 ; 17-18 ; 18-19         |
| Genève    | 3-5 degrés    | Centre de formation professionnelle | 15-16 ; 16-17 ; 17-18 ; 18-19 ; 19-20 |
| Genève    | 3 degrés      | École de culture générale           | 15-16 ; 16-17 ; 17-18                 |
| Jura      | 3 degrés      | Lycée                               | 15-16 ; 16-17 ; 17-18                 |
| Jura      | 3 degrés      | École supérieure de commerce        | 15-16 ; 16-17 ; 17-18                 |
| Jura      | 3 degrés      | École de culture générale           | 15-16 ; 16-17 ; 17-18                 |
| Neuchâtel | 3 degrés      | Lycée                               | 15-16 ; 16-17 ; 17-18                 |
| Neuchâtel | 3 degrés      | École supérieure de commerce        | 15-16 ; 16-17 ; 17-18                 |
| Neuchâtel | 3 degrés      | École de degré diplôme              | 15-16 ; 16-17 ; 17-18                 |
| Tessin    | 4 degrés      | Liceo                               | 15-16 ; 16-17 ; 17-18 ; 18-19         |
| Tessin    | 4 degrés      | Scuola cantonale di commercio       | 15-16 ; 16-17 ; 17-18 ; 18-19         |
| Tessin    | 3 degrés      | Scuola di diploma                   | 15-16 ; 16-17 ; 17-18                 |
| Valais    | 5 degrés      | Collège                             | 14-15 ; 15-16 ; 16-17 ; 17-18 ; 18-19 |
| Valais    | 3 degrés      | École supérieure de commerce        | 15-16 ; 16-17 ; 17-18                 |
| Valais    | 3 degrés      | École de culture générale           | 15-16 ; 16-17 ; 17-18                 |
| Vaud      | 3 degrés      | École de maturité (Gymnase)         | 15-16 ; 16-17 ; 17-18                 |
| Vaud      | 3 degrés      | École de culture générale (Gymnase) | 15-16 ; 16-17 ; 17-18                 |
| Vaud      | 3 degrés      | École de commerce (Gymnase)         | 15-16 ; 16-17 ; 17-18                 |